# Karl Elben (Journalist, 1855)

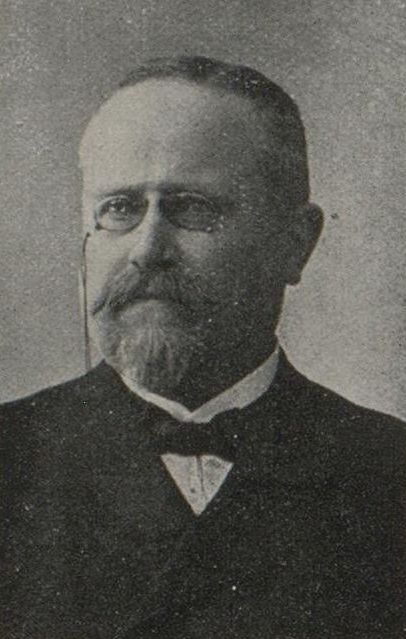
Karl Elben

Karl Elben, manchmal auch Carl Elben (* 4. Februar 1855 in Stuttgart; † 30. Oktober 1914 ebenda), vollständige Namensform eigentlich Karl Sixt Ludwig Elben, war ein deutscher Jurist und Journalist. Er war von 1888 bis 1914 Chefredakteur des Schwäbischen Merkurs.

## Herkunft
Karl Elben war ein Sohn von Otto Elben (1823–1899). Der Vater war Vorgänger als Chefredakteur des Schwäbischen Merkurs. Elbens Mutter war Sophie Elben geb. Kapff (1827–1900). Elben hatte drei Schwestern und zwei jüngere Brüder. Der Bruder Manfred Elben (1861–1924) war als Gymnasiallehrer mit dem Amtstitel Professor tätig, zunächst am Eberhard-Ludwigs-Gymnasium und später am Karls-Gymnasium in Stuttgart. Der jüngste Bruder Arnold Elben (1865–1944) war ebenfalls Redakteur beim Schwäbischen Merkur, später auch Herausgeber und Hauptgeschäftsführer. Beide Brüder waren promovierte Akademiker, jeweils mit dem akademischen Grad eines Dr. phil.

## Leben
Karl Elben studierte Rechtswissenschaft an den Universitäten Tübingen, Leipzig und Göttingen. 1874 wurde er Mitglied der Tübinger Studentenverbindung Akademische Gesellschaft Stuttgardia. 1881 wurde er zum Doktor der Rechte promoviert. 
Bereits 1880 war Elben in die Redaktion des Schwäbischen Merkurs eingetreten. Im Jahre 1888 trat er die Nachfolge seines Vaters als Chefredakteur dieser Zeitung an. Ein besonderes Anliegen war ihm die Vereinheitlichung der deutschen Eisenbahnen und er setzte sich in dieser Hinsicht mit Nachdruck bei der Württembergischen Staatsbahn ein. 
Elben engagierte sich in zahlreichen Vereinen und war insbesondere auch Mitglied im Deutschen Flottenverein sowie im Wehrverein. 
Er war Mitglied der Deutschen Partei, der Landespartei der Nationalliberalen im Königreich Württemberg.

## Privatleben
Karl Elben heiratete 1881 in Stuttgart Franziska Sofie Sarwey (1858–1945), die Tochter des späteren württembergischen Staatsministers Otto von Sarwey (1825–1900). Die Ehe blieb kinderlos.